# Caroline Fletcher
Caroline "Carol" Fletcher, född 22 november 1906 i Denver i Colorado, död 3 april 1998, var en amerikansk simhoppare.
Fletcher blev olympisk bronsmedaljör i svikthopp vid sommarspelen 1924 i Paris.